# Drosera schizandra
Drosera schizandra este o specie de plante carnivore din genul Drosera, familia Droseraceae, ordinul Caryophyllales, descrisă de Friedrich Ludwig Diels.
Este endemică în:
- Coral Sea Is. Territory.
- Queensland.

Conform Catalogue of Life specia Drosera schizandra nu are subspecii cunoscute.

## Galerie de imagini

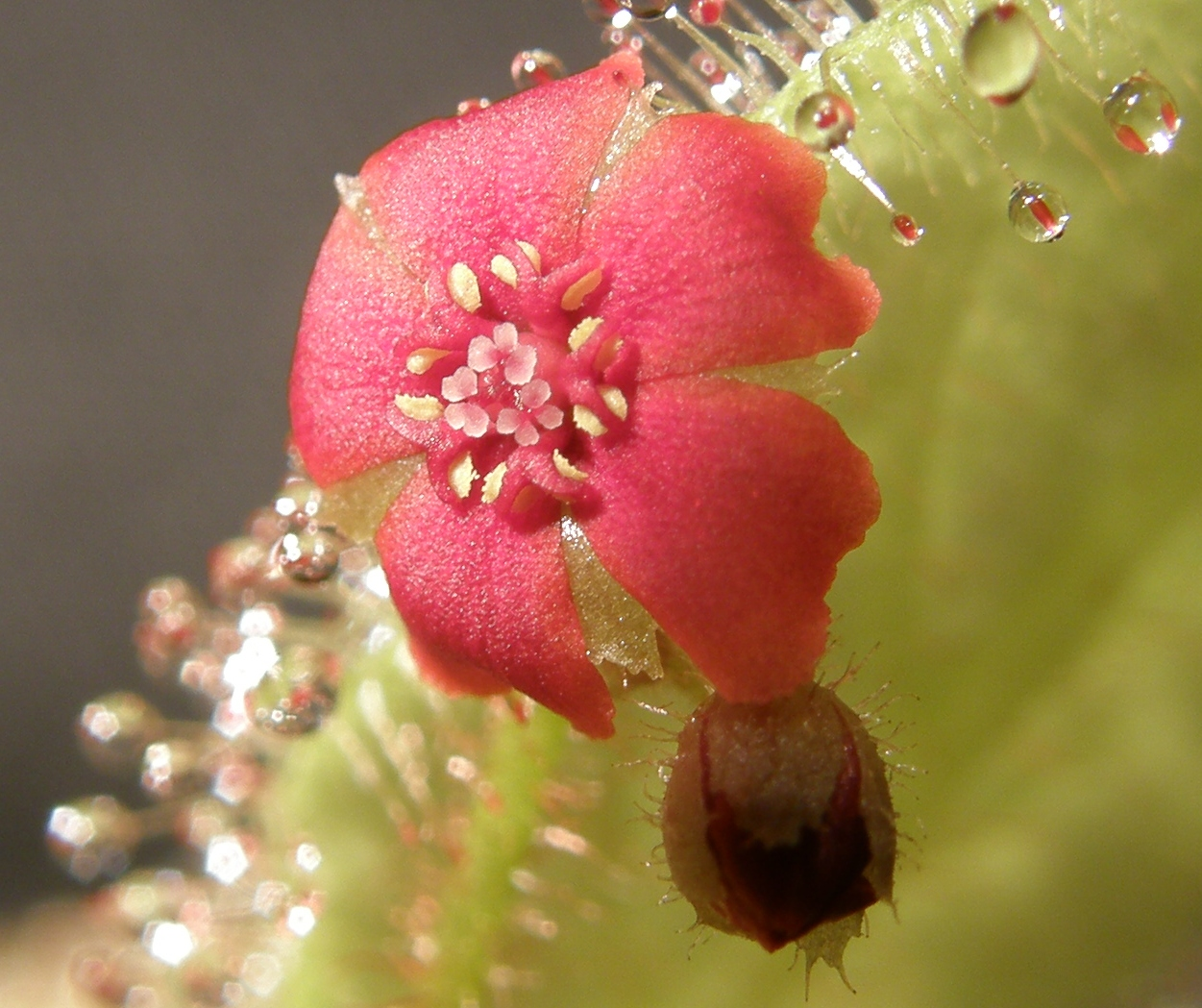
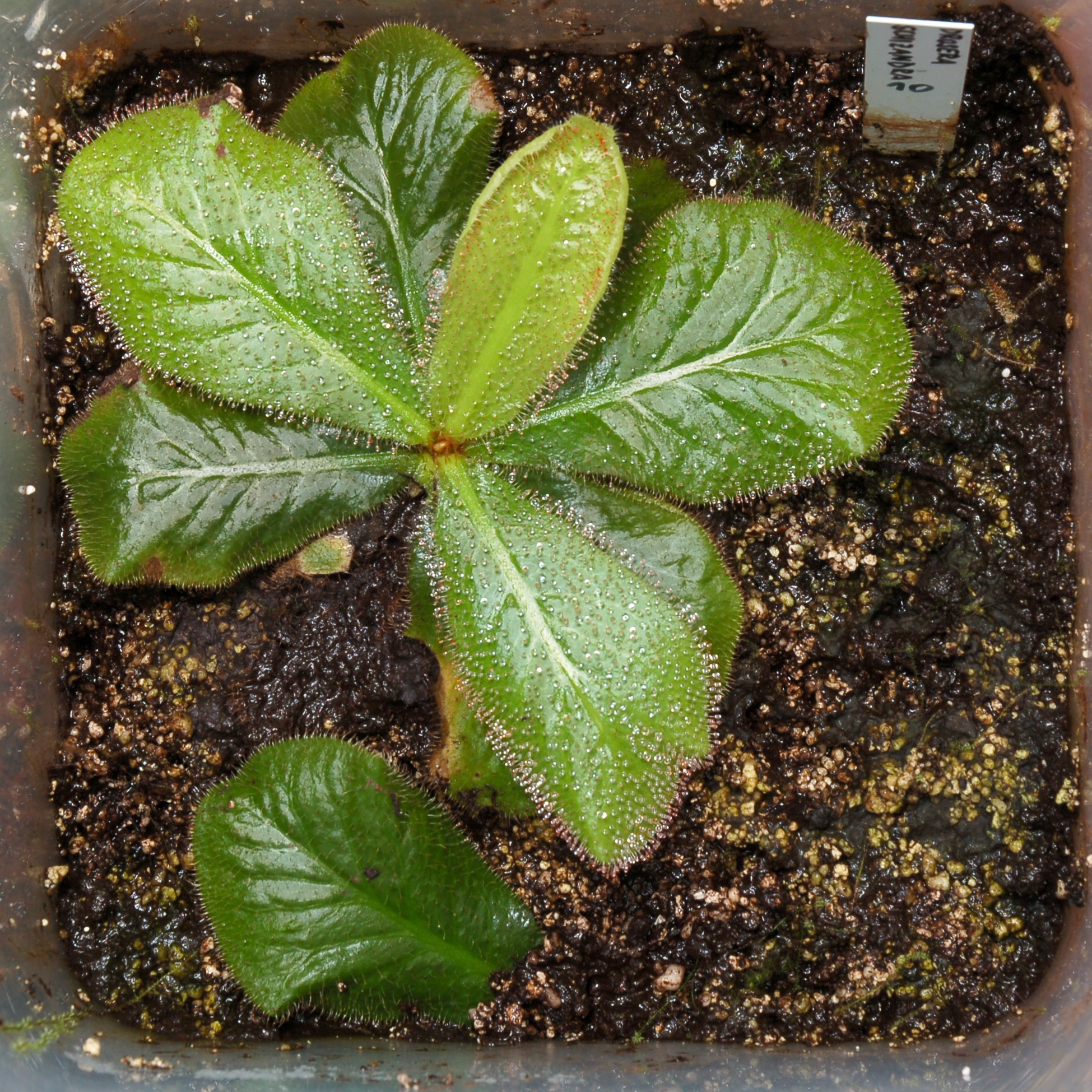
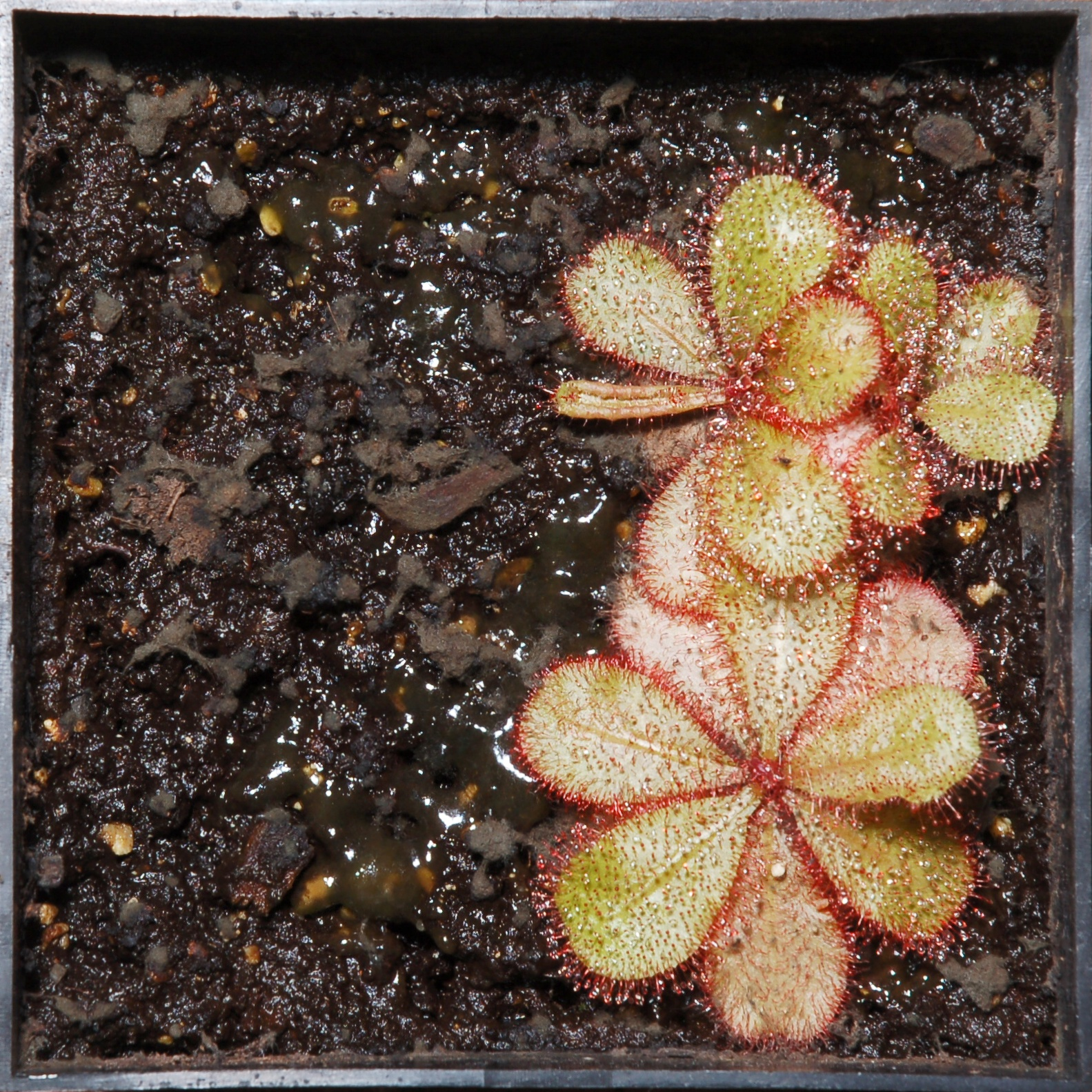
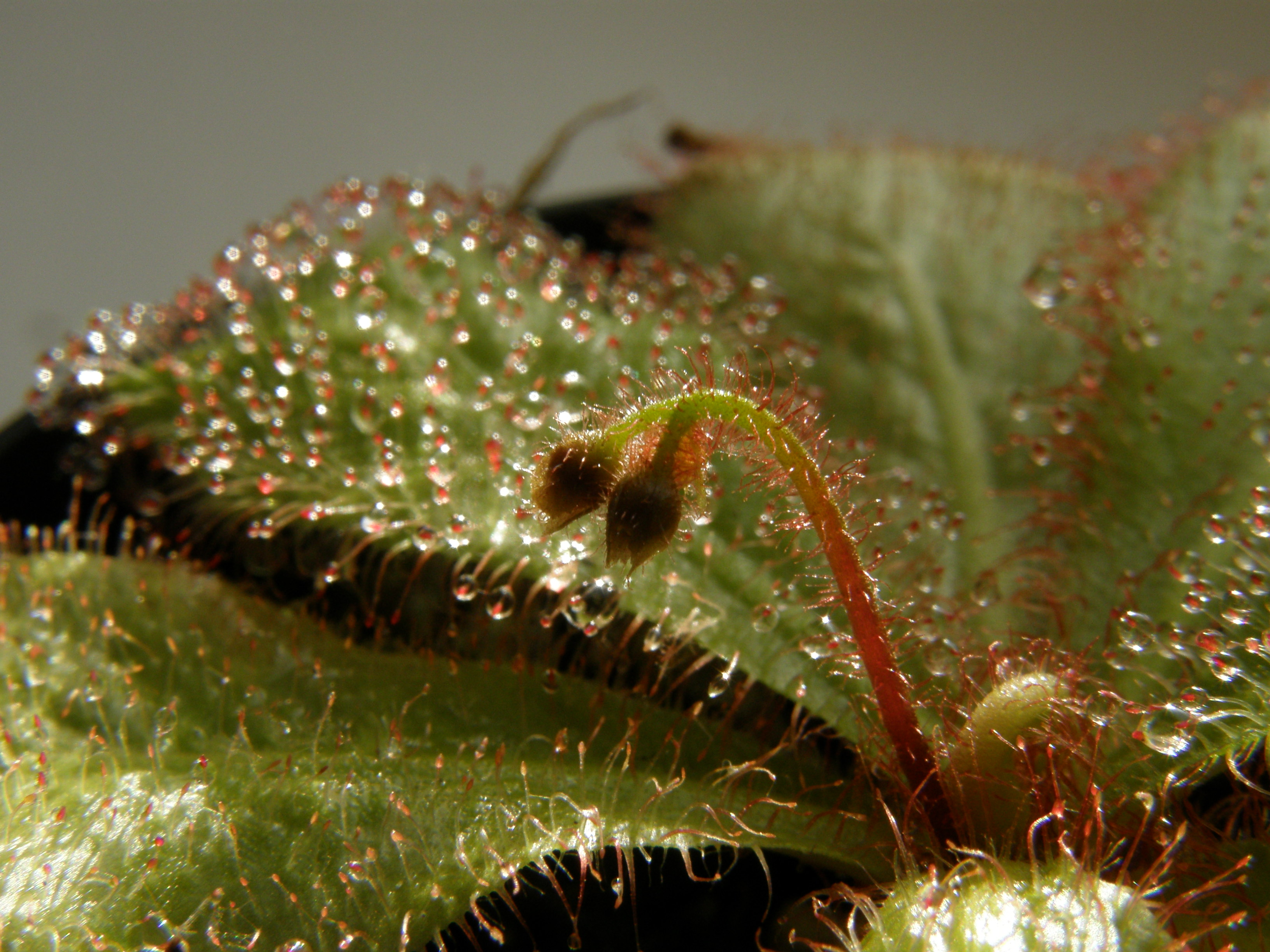
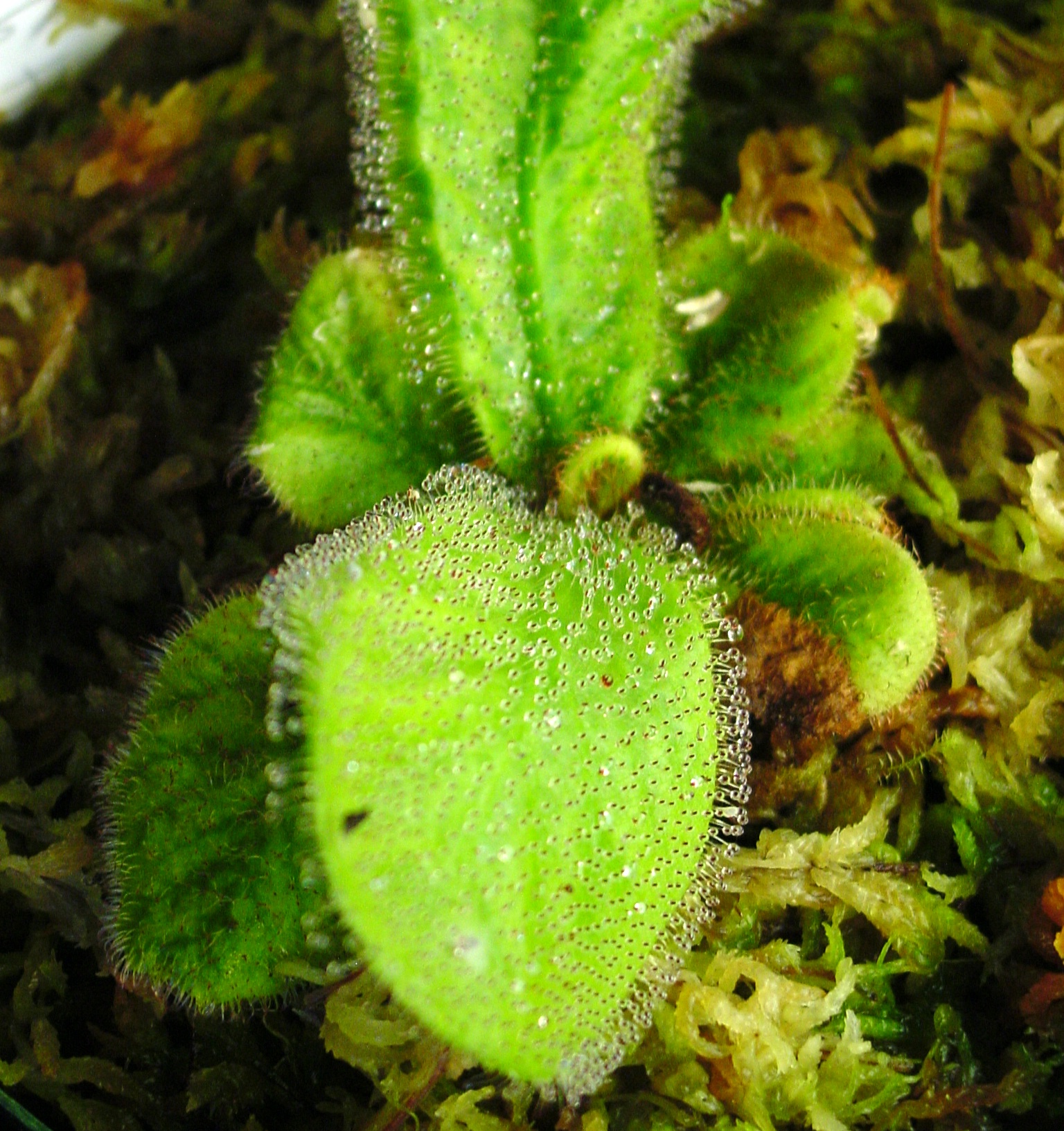
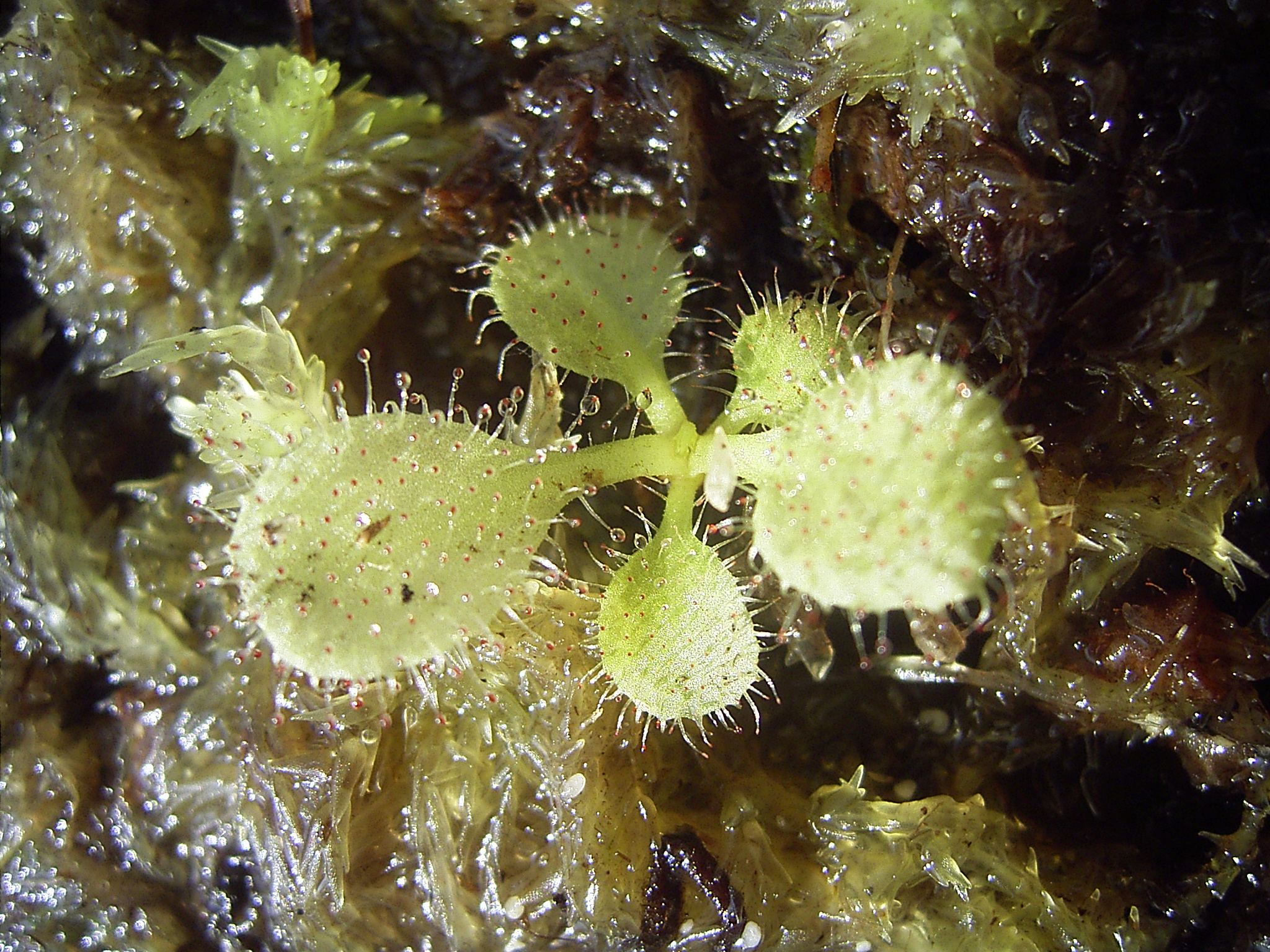